# Modesto Omiste
Modesto Omiste é uma província da Bolívia localizada no departamento de Potosí, sua capital é a cidade de Villazón.